# Alexandru Buligan
Alexandru Buligan Tomici (* 22. April 1960 in Drobeta Turnu Severin) ist ein ehemaliger rumänischer Handballspieler und derzeitiger -trainer.
Der 2,00 m große Torwart begann in seiner Heimatstadt bei CSS Drobeta Turnu Severin mit dem Handballspiel. Mit 17 Jahren debütierte er in der rumänischen Liga bei CSU Politehnica Timișoara, wo er 1986 den Pokal gewann. Seine zweite Station war CS Dinamo Bukarest. 1990 wechselte er in die spanische Liga ASOBAL zu JD Arrate und später zu BM Guadalajara. Im Jahr 1999 erlitt er einen Autounfall, der seine Karriere fast beendet hätte. Seine längste und erfolgreichste Station war bei Portland San Antonio, wo er die EHF Champions League 2001, die spanische Meisterschaft 2002, 1999 und 2001 den Pokal, die EHF Champions Trophy 2000 und den Europapokal der Pokalsieger 2001 gewann. Nach seinem Karriereende 2002 arbeitete er als Torwart- und Co-Trainer in San Antonio. Seit 2010 ist er Co-Trainer bei HCM Constanța in Rumänien.
Mit der Rumänischen Nationalmannschaft gewann der 280-malige Nationaltorhüter bei den Olympischen Spielen 1984 die Bronzemedaille und nahm an den Olympischen Spielen 1992 teil. Bei der Weltmeisterschaft 1993 erreichte er erneut Bronze.
Alexandru Buligan ist Maschinenbauingenieur und verheiratet.